# Cinc proves econòmiques
Les cinc proves econòmiques (five economic tests) foren una sèrie de criteris definits pel Tresor del Regne Unit durant el mandat de Gordon Brown per determinar si el país estava preparat per entrar a formar part de la Unió Econòmica i Monetària de la Unió Europea (UEM) i, per tant, per adoptar l'euro com a moneda oficial. En principi, aquestes proves eren una qüestió separada de la decisió política d'unir-se a la UEM.
Les cinc proves eren les següents:
1. Són compatibles els cicles econòmics i les estructures econòmiques, de manera que tant nosaltres com els altres puguem viure còmodament amb els tipus d'interès de l'euro indefinidament?
2. Si sorgeixen problemes, hi ha prou flexibilitat per resoldre'ls?
3. Unir-se a l'EMU milloraria les condicions per les empreses que han de decidir si inverteixen en el Regne Unit a llarg termini?
4. Quin impacte tindria l'entrada a la UEM sobre la posició competitiva del sector financer britànic i, en particular, els mercats majoristes de La City?
5. En resum, unir-se a la UEM promouria més creixement, més estabilitat i un augment durable de l'ocupació?

A més d'aquests criteris propis, el Regne Unit també hauria de complir els criteris de convergència econòmica de la Unió Europea (o «criteris de Maastricht») abans de poder adoptar l'euro. Un d'aquests requisits és haver format part de l'MTC II. El Regne Unit no el compleix. Segons el Tractat de Maastricht, el Regne Unit no té cap obligació d'unir-se a l'euro.
Les proves ja no són política oficial del govern britànic, car Brown perdé les eleccions generals del 2010.